# Аккумолі
Аккумолі (італ. Accumoli) — муніципалітет в Італії, у регіоні Лаціо,  провінція Рієті.
Аккумолі розташоване на відстані близько 110 км на північний схід від Рима, 50 км на північний схід від Рієті.
Населення — 676 осіб (2014).
Щорічний фестиваль відбувається 3° неділі вересня. Покровитель — Beata Vergine Addolorata.

## Демографія
Населення за роками:

Станом на 1 січня 2023 року в муніципалітеті офіційно проживало 57 іноземців з 11 країн, серед них 46 громадян країн Євросоюзу та 1 громадянин України.

## Сусідні муніципалітети
- Аматриче
- Аркуата-дель-Тронто
- Читтареале
- Норчія
- Валле-Кастеллана

## Катастрофи

### Землетрус 2016 року
24 серпня 2016 року, о 03:36 за місцевим часом, у центральній Італії, з епіцентром на південь від міста Перуджа, стався сильний землетрус магнітудою 6,4 бали з центром на глибині 10 км. Серії поштовхів завдали серйозних руйнувань цілій низці міст та сіл, зокрема, Аккумолі, Аматриче, Поста та Аркуата-дель-Тронто .  
Точної інформації про кількість жертв ще немає. Видання La Repubblica повідомляє, що, станом на ранок 24 серпня загинуло щонайменше 14 людей  , хоча більшість людей знаходиться під завалами. 
Станом, на 20:00, за місцевим часом, кількість загиблих внаслідок землетрусу  зросла до 120 осіб .